# Alvin Fielder
Alvin Leroy Fielder Jr (23 de noviembre de 1935 - 5 de enero de 2019) fue un baterista de jazz estadounidense, miembro fundador de la Asociación para el Avance de los Músicos Creativos (AACM), la Black Arts Music Society y miembro fundador del cuerpo docente del Louis "Satchmo" Armstrong Summer Jazz Camp.

## Primeros años de vida
Nació en Meridian, Mississippi el 23 de noviembre de 1935.  Su madre tocaba el violín y el piano; su padre, Alvin Sr, tocaba la corneta y era farmacéutico de profesión.El hermano de Alvin Jr, William Butler Fielder, se convirtió en trompetista y fue profesor de estudios de jazz en la Universidad de Rutgers.
Aprendió a tocar el piano cuando era niño, pero lo dejó y no recuperó el interés por la música hasta que, a los 12 años, escuchó un disco del baterista Max Roach.Recibió lecciones de batería de Ed Blackwell mientras estudiaba farmacología en la Universidad Xavier de Luisiana, y luego continuó sus estudios en la Universidad del Sur de Texas mientras mantenía su desarrollo musical tomando lecciones con bateristas locales y actuando por las noches.   Completó sus estudios de farmacología con una maestría de la Universidad de Illinois en Chicago.

## Vida posterior y carrera
Tocó con el compositor Sun Ra, en Chicago, entre 1959 y 1960.  Animado por sus compañeros Muhal Richard Abrams y Beaver Harris, se volvió más experimental en su interpretación y pasó a ser miembro fundador de la Asociación para el Avance de los Músicos Creativos (AACM). La primera grabación publicada por la AACM, Roscoe Mitchell 's Sound, contó con la participación de Fielder. A mediados y finales de la década de 1960, tocó en su propio trío con Fred Anderson y el bajista y violonchelista Lester Lashley, y trabajó a tiempo parcial como farmacéutico.
En 1969, regresó a su casa en Mississippi, donde asumió la responsabilidad de administrar el negocio familiar, se involucró en el activismo político y continuó con su pasión por la música.  En 1971 conoció a John Reese y ayudó a desarrollar la Black Arts Music Society (BAMS).  También jugó un papel decisivo a la hora de traer muchos AACM y otros músicos a Mississippi. 
En 1975, comenzó a trabajar con Kidd Jordan en lo que se convirtió en la banda Improvisational Arts, que contó con varios músicos durante tres décadas y apareció en el New Orleans Jazz and Heritage Festival todos los años desde 1975 hasta 2008.   En 1995, participó como miembro fundador de la facultad en el Campamento de Verano de Jazz Louis "Satchmo" Armstrong. 
En 1987 grabó con Ahmed Abdullah, Charles Brackeen y Dennis González, y continuó explorando la línea del free jazz en la década de 1990 con Joel Futterman, Kidd Jordan y otros. En 2002 hizo una gira con Andrew Lamb.  En 2007, el sello Clean Feed lanzó su único álbum como líder, titulado A Measure of Vision. 
En 2012, recibió el premio Resounding Vision Award de Nameless Sound en Houston.  Murió por complicaciones de insuficiencia cardíaca congestiva y neumonía, en Jackson, Mississippi, el 5 de enero de 2019. 

## Discografía
Como líder
- A Measure of Vision (Clean Feed, 2007)

Con Damon Smith
- From-to-From con David Dove and Jason Jackson (Balance Point, 2013)
- Song for Chico (Balance Point, 2016)
- The Shape Finds Its Own Space con Frode Gjerstad (FMR, 2016)
- After Effects con Danny Kamins and Joe Hertenstein (FMR, 2017)
- Six Situations con Joe McPhee (Not Two, 2017)

Con Joel Futterman y Kidd Jordan
- New Orleans Rising (Konnex, 1997)
- Nickelsdorfer Konfrontationen (Silkheart, 1997)
- Southern Extreme (Drimala, 1998)
- Live at the Tampere Jazz Happening 2000 (Charles Lester, 2004)
- Live at the Guelph Jazz Festival 2011 (Creative Collective, 2011)

Con Joel Futterman, Ike Levin
- Resolving Doors (Charles Lester, 2004)
- Live at the Blue Monk (Charles Lester, 2006)
- Traveling Through Now (Charles Lester, 2008)
- Through the Mirror (Charles Lester, 2014)

Con Dennis González
- Debenge-Debenge (Silkheart, 1988)
- Namesake (Silkheart, 1987)
- The Gift of Discernment (Not Two, 2008)
- Resurrection and Life (Ayler, 2011)

Con Kidd Jordan, Peter Kowald
- Live in New Orleans (NoBusiness, 2013)
- Trio and Duo in New Orleans (NoBusiness, 2013)

Con Roscoe Mitchell
- Sound (Delmark, 1966)
- Before There Was Sound (Nessa, 2011)

Con otros
- Ahmed Abdullah, Liquid Magic (Silkheart, 1987)
- Charles Brackeen, Bannar (Silkheart, 1987)
- Kidd Jordan, Masters of Improvisation (Valid, 2018)
- Peter Kowald, Off the Road (RogueArt, 2007)